# Cryptanura veraepacis
Cryptanura veraepacis là một loài tò vò trong họ Ichneumonidae.